# Убийцы цветочной луны. Нефть. Деньги. Кровь
«Убийцы цветочной луны. Нефть. Деньги. Кровь» (англ. Killers of the Flower Moon: The Osage Murders and the Birth of the FBI) — документальная книга американского журналиста Дэвида Гранна об убийствах в округе Осейдж, опубликованная в 2017 году. Одна из 10 лучших нехудожественных книг года по версии журнала Time. Более ранний роман на ту же тему, написанный писательницей из племени чикасо Линдой Хоган под названием «Злой дух», был номинирован на Пулитцеровскую премию в 1991 году.

## Сюжет
В книге расследуется серия убийств состоятельных людей из племени осейдж в штате Оклахома в 1920-х годах — после того, как под их землёй были обнаружены большие залежи нефти. Осейджи в судебном порядке добились получения прибыли с нефтяных месторождений, найденных на их земле. Осейджи рассматриваются как «посредники», и вынашивается сложный план по их устранению. Официально число жертв из племени Осейдж достигает по меньшей мере двадцати, но Гранн подозревает, что сотни других могли быть убиты из-за их связей с нефтью. В книге подробно описывается расследование этих убийств недавно созданным ФБР, а также окончательный суд и осуждение скотовода Уильяма Хэйла как организатора заговора.

## Критика
Журнал Time включил «Убийцы цветочной луны» в десятку лучших нон-фикшн книг 2017 года. Дэйв Эггерс из The New York Times назвал книгу «захватывающей» и написал: «На последних страницах Гранн берет то, что уже было увлекательной и дисциплинированной летописью забытой главы американской истории, и с помощью современных членов племени Осейджи освещает отвратительный заговор, который гораздо глубже, чем четыре года ужаса. Эта история пронзит вашу душу».
Шон Вудс из Rolling Stone высоко оценил книгу Гранна, отметив: «В своей новой книге Гранн рассказывает об убийстве, предательстве, героизме и борьбе нации за то, чтобы оставить позади свою фронтирную культуру и войти в современный мир. Наполненная почти мифическими персонажами из нашего прошлого — стоическими техасскими рейнджерами, коррумпированными баронами-разбойниками, частными детективами и кровожадными отчаянными преступниками, такими как банда Эла Спенсера, — история Гранна представляет собой тайную историю американского фронтира».
Рецензент Publishers Weekly заявил: «Сотрудник журнала New Yorker писатель Гранн укрепляет свою репутацию блестящего рассказчика в этом захватывающем повествовании о подлинных преступлениях, в котором вновь рассматривается загадочная, пугающая и довольно малоизвестная серия убийств, произошедших в основном в Оклахоме в 1920-х годах».

## Экранизация
В 2023 году была выпущена экранизация режиссёра Мартина Скорсезе с Леонардо Ди Каприо, Робертом Де Ниро, Лили Гладстон, Бренданом Фрейзером и Джесси Племонсом в главных ролях. Бюджет кинокартины составил 200 миллионов долларов. Фильм был выпущен в прокат кинокомпанией Paramount Pictures и ныне доступен для просмотра на платформе Apple TV+.
Хотя роль Тома Уайта, главного агента ФБР, изначально была написана для Ди Каприо, актёр настоял на том, чтобы его роль была изменена на племянника главного антагониста фильма, которого сыграл Де Ниро.